# José del Carmen Marín
José del Carmen Marín Arista (Mendoza, Amazonas, 2 de marzo de 1899 - Lima, 6 de diciembre de 1980) fue un destacado militar y educador peruano

## Biografía
José del Carmen Marín Arista nació en el año 1899 en el departamento de Amazonas, ingresó a la vida militar cuando tenía 18 años es decir en el año de 1917. 
Posteriormente formó parte de la Guardia de honor de la Promoción Centenario, destacándose por su valentía e inteligencia. 
Hizo sus estudios en Francia en dos oportunidades, en la primera Escuela de Versalles recibiéndose de Ingeniero. Y en la segunda en la Escuela de Guerra en París graduándose con mención muy honrosa. 
Al ingresar de la Escuela de Versalles y con el grado de Capitán se le encomendó crear y organizar el servicio de transmisiones con sede en Ancón hasta el año de 1929. Después de su regreso a la Escuela de Guerra de París y con el grado de Mayor es nombrado jefe de operaciones del EMGE, puesto que desempeñó durante el conflicto con el Ecuador. 
En el año de 1944 asciende a Coronel y con este grado funda el Colegio Militar Leoncio Prado, siendo su primer director. En el año de 1946 con el grado de General de Brigada es designado Director del EMCH, cargo que dejó en 1947, para asumir la función de Ministro de Guerra. 
En el año de 1948 preside la Comisión de los Institutos Armados encargado de proponer los proyectos de leyes fundamentales de preparación de la defensa nacional de las Fuerzas Armadas. En el año de 1950 creó el CAEM siendo su primer director. En diciembre de 1956 cuando sólo le faltaba un mes para pasar al retiro el Congreso Nacional lo asciende a General de División. 
El General de División José del Carmen Marín, en el Ejército fue organizador de lo que hoy es el arma de comunicaciones por lo cual siempre recibió demostraciones en efecto del Personal de esta arma. Como jefe de operaciones del EMGE participó en el Conflicto con el Ecuador. De las experiencias que tuvo y de su vocación de futuro le surgieron las primeras ideas del CAEM y la necesidad de un Ministerio de Defensa. En todos sus ascensos fue el número uno y en sus estudios siempre fue distinguido. En febrero de 1957 pasó al retiro fueron 40 años dedicados a la patria y después otras más hasta su muerte."Las Ideas se exponen no se imponen"

## Labor educativa
Como fundador e primer director del Colegio Militar Leoncio Prado, logró hacer de este colegio uno de los mejores de la República. En señal de agradecimiento los exalumnos de la promoción que él dirigió, hoy distinguido profesionales, siempre le depararon afectos y nunca le mezquinaron agradecimientos.
Fue también catedrático principal de la Universidad Nacional de Ingeniería, en la cual enseñó durante 32 años como Maestro.
Durante su permanencia como Director de la Escuela Militar de Chorrillos, alternaba diariamente con los cadetes y aprovechaba de cualquier circunstancia para transmitir enseñanzas. 
Como primer director del Centro de Altos Estudios Nacionales, inicialmente con las dificultades y escasez que rodean todo comienzo, "EL GENERAL MARIN ERA EL CAEM Y EL CAEM ERA EL GENERAL MARÍN"; sin embargo, no se desanimó ni murió de satisfacción por sus éxitos. 
En el CAEM el nivel académico inició el procedimiento que luego se concentraría en un tema: 
"Las ideas se exponen, no se imponen"

## Referir
- Datos: Q6294367